# Le Saturne
Le Saturne est un hebdomadaire bruxellois d'occupation française fondé en 1793. Les invités forcés de France eurent l'idée d'imposer un almanach républicain avec un calendrier révolutionnaire hors de sens en Belgique. Pendant treize années jusqu'au 1er janvier 1806. Ce journal est connu pour présenter le plus de coquilles et de fautes d'orthographe que connut jamais la presse belge.